# Canvastown
Canvastown est une localité de la région de Marlborough, située dans l’Île du Sud de la Nouvelle-Zélande.

## Situation
Elle est localisée au point où la rivière Wakamarina rejoint le fleuve Pelorus. La ville de Rai Valley est à 17 km au nord-ouest et la ville de Havelock est située à 10 km à l’est,. La State Highway 6 passe à travers cette zone.

## Histoire
La ville fut fondée en 1864, après que de l’or eut été découvert dans la vallée de la rivière Wakamarina. Jusqu’à 6 000 mineurs arrivèrent pour y faire fortune. Là où il y avait auparavant un Pā Māori, des rues formées de tentes s’étalèrent rapidement, fournissant des logements, des restaurants et des tavernes à une population d’environ 3 000 personnes. Environ 25 000 onces (710 kg) d’or furent découverts au cours de l’année 1864. La surface aurifère fut ainsi travaillée et retournée dans les 2 ans et la plupart des mineurs repartirent pour de nouvelles zones à la recherche de l’or dans la région de la West Coast,. Des dragues à vapeur continuèrent à fonctionner pour remuer le fond de la rivière jusqu’au xxe siècle.

## Éducation
L’école nommée Canvastown School est une école primaire mixte (allant de l’année 1 à 8) avec un taux de décile de 5 et un effectif de 29 élèves. L’école fut construite en 1877 et célébra son 125e anniversaire en 2002,.